# José Miguel Marí Sánchez
José Miguel Marí Sánchez (Alicante, España, 29 de enero de 1968) es un exfutbolista español. Jugó de guardameta en Primera división española con el Hércules Club de Fútbol. Es padre de los futbolistas Miguel Marí Sánchez y Alberto Marí.

## Trayectoria
Marí se inició en el equipo del colegio alicantino del Salesianos cuando tenía 9 años. Posteriormente se formó en las categorías inferiores del Hércules Club de Fútbol, donde despuntó en el Hércules juvenil en las temporadas 1984/85 y 1985/86, hecho que le valió para irse cedido al Alicante Club de Fútbol de Tercera división. 
Regresó al Hércules para jugar en Preferente con el Hércules Promesas. Después jugó dos temporadas en el Monóvar, la primera de ellas en Preferente donde consiguió el ascenso a Tercera división. En 1990 fichó por el Pinoso en el que estuvo cuatro temporadas y que el humilde equipo pinosero jugó varias promociones de ascenso a Segunda "B". Así en la temporada 1994/95 fichó por el primer equipo del Hércules con el que jugó en Segunda división y en la temporada 1995/96 consiguió el campeonato de Segunda y el consiguiente ascenso a Primera. En la temporada 1996/97 jugó 24 partidos en Primera división siendo el guardameta que mejor rendimiento dio en el equipo alicantino por delante de los internacionales Gaëtan Huard y Peter Rufai.
En la temporada 1999/2000 fichó por el Alicante Club de Fútbol donde se convirtió en indiscutible en las dos primeras temporadas en Tercera división, en que el equipo disputó la promoción de ascenso pero ascendió a la segunda intentona, en 2001. En dicha temporada 2000/01 Marí fue el único portero de todos los grupos de la promoción de ascenso a Segunda "B" que no recibió ningún gol. Con el equipo en Segunda "B" jugó con menos regularidad a causa de una lesión crónica de espalda que le obligó a retirarse al finalizar la temporada 2001/02.
Licenciado en Educación Física es profesor de Educación física en un instituto de educación secundaria,llamado Clot de l`illot;en Campello y desde su retirada ha ejercido como entrenador de porteros y preparador físico del Alicante Club de Fútbol.

## Clubes
| Club              | País   | Año       |
| ----------------- | ------ | --------- |
| Alicante C. F.    | España | 1986-1987 |
| Hércules Promesas | España | 1987-1988 |
| Monóvar C.D.      | España | 1988-1990 |
| Pinoso C. F.      | España | 1990-1994 |
| Hércules C. F.    | España | 1994-1999 |
| Alicante C. F.    | España | 1999-2002 |